# Икономика на Киргизстан
Икономиката на Киргизстан е от смесен тип и се развива предимно около селското стопанство, в по-малка степен около добива. Киргизстан претърпява икономически спад след разпада на СССР, от който промишленият сектор не се възстановява, а страната остава силно зависима от Русия и съседите си. В последните десет години икономиката напредва въпреки политическата нестабилност, безработицата спада и износът се увеличава. Киргизстан е първата бивша съветска република, присъединила се към Световната търговска организация.

## Основни показатели
В съветската епоха Киргизстан има малка, но тясно специализирана роля в съветската икономика. Според статистиките от 1990 година, републиката осигурява под 1% от националната продукция на зеленчуци, месо и растителни масла, и 3% от захарната продукция. В промишлено отношение, Киргизката ССР осигурява 1 – 2% от памучните, копринени, ленени и вълнени тъкани, и по-малко от 1% от общото съветско производство на машинни и автомобилни части и стомана. Приблизително сходни по обем са производството на радиоелектронни части и уреди и торпеда за отбранителната система на СССР. Най-значимите износни продукти на Киргизката ССР са минералите – републиката осигурява почти всички запаси от антимон на Съюза, трета е по производство на злато, добива и големи количества живак, олово и цинк.
След разпада на СССР Киргизстан провежда по-ускорени реформи от останалите бивши републики в региона, но и има по-малък икономически растеж. Усилията през 1990-те години са насочени към преструктуриране на икономиката и усвояване на тези производства, които Киргизстан дотогава само е снабдявал със суровини. През 1993 страната е ударена от хиперинфлация, възлизаща на 700%, но правителството успява да я овладее и я поддържа ниска. Десет години по-късно инфлацията възлиза на 3,2%, през 2005 е 5,2%. До 2008 година Киргизстан поддържа висок растеж на брутния вътрешен продукт от около 8%, но Световната финансова криза го намалява до 2,9% през 2009. Революцията на лалетата през 2010 довежда до вътрешна нестабилност, етнически сблъсъци и нанася щети на инфраструктурата. Същата година БВП се свива с 0,5% и фискалният дефицит нараства до 11% от БВП. На следващата година растежът отново достига 5,2%, но бюджетният дефицит продължава да е висок.
БВП (ППС) на глава от населението е $ 2400, на 185-о място в света. Безработицата през 2011 година възлиза на 8,6%, а над 33% от населението живее под линията на бедността. Националната валута се нарича сом.

## Селско стопанство
Развитието на селското стопанство е приоритет от независимостта насам. Киргизстан има плодородни земи във Ферганската долина и по поречията на по-големите си реки, и общо 1,4 милиона хектара обработваеми площи. В съветската епоха само 4% от тях са били в частни ръце. До 1996 нарастването на частните площи е незначително – 6%, и по-голямата част от земите продължават да са в държавни кооперативни стопанства. В същото време се осъществява плавен процес на приватизация, който е внимателно следен от правителството. Според закона за приватизацията от 1990-те години, само селско население има право да придобива държавни земи. Въпреки това в този период обемът на селскостопанската продукция пада заради ниско заплащане, бавни реформи и нарастващи задължения. Употребата на пестициди през 1995 е два пъти по-ниска, отколкото в развитите западни страни.
Селското стопанство навлиза в подем след 2000 година и достига нивата от 1991. Стопаните пренасочват усилията си към производство на зърнени култури. Основно се произвеждат млечни продукти, фуражи, картофи, зеленчуци и захарно цвекло. Общо 48% работната ръка е заета в селското стопанство, и 20,2% от БВП се генерира от този сектор.

## Промишленост и добив
След 1991 промишлеността преживява дълбока криза, от която така и не се възстановява. Потокът на суровини и горива от СССР спира, изчезват и пазарите за киргизките производства. Между 1990 и 1994 обемът на промишлената продукция спада с 58%. През 1991 промишлеността генерира 45% от БВП; до 2005 цифрата спада до 14%. Към средата на 1990-те сред малкото оцелели индустрии са хранително-вкусовата, текстилната, машиностроителната и електронната, има и малък металургичен сектор. След 2000 година най-силни остават хранителната и текстилната, впоследствие задминати от производството на стъкло и от строителството.
Енергийният сектор е един от основните източници на приходи – Киргизстан изнася електроенергия от водноелектрическите си централи към Узбекистан и Казахстан в замяна на полезни изкопаеми, но споразуменията с Узбекистан са неизгодни. Близо 30% от електроенергията в страната се произвежда от ВЕЦ. Киргизстан има голям водноенергиен потенциал, но оползотворява само 10% от него. Например само река Нарин има водноелектрически капацитет от 2200 MW. В страната има и няколко неразработени находища на петрол. Геологически проучвания от съветско време сочат, че Киргизстан има запаси от въглища, възлизащи на 27 милиарда тона, от които три милиарда са с най-високо качество. В южните части на страната има и четири петролни, четири газови и четири смесени полета.
Добивът е от огромна важност за икономиката. Около 43% от стойността на киргизкия износ се дължи на златото. Рудникът Кумтор извлича злато от едно от най-големите находища в света, на стойност от $ 5,5 милиарда. Той е управляван от канадската компания Cameco от 1992 година насам, но тази приватизация предизвиква множество обществени спорове. През 1990-те правителството на Акаев създава държавната компания „Киргизалтън“, чиято цел е да ограничи безконтролното изнасяне на златните, антимонови и живачни ресурси от страната. Киргизстан има и приблизително пет милиарда тона желязна руда със съдържание на желязо от около 30%.

## Инфраструктура
Транспортната инфраструктура се състои от 34 000 километра пътища и 470 километра железопътни линии. До 2000 година инфраструктурата е в лошо състояние, но в последвалите години се подобрява значително, благодарение на чужди инвестиции. Двете основни летища се намират в Бишкек (Манас) и Ош. Строят се пътища до Аксу в Синдзян, Китай, и до Казахстан. Планира се изграждането на път от казахска територия до Исък Кул, който да улесни достъпа на казахските туристи до езерото. Телекомуникационната мрежа също се развива с помощта на чужди капитали.
Киргизстан изгражда национална цифрова телекомуникационна мрежа със заем от Европейската банка за възстановяване и развитие. Броят на стационарните телефонни линии продължава да е нисък; за сметка на това покритието на мобилната мрежа е 115 телефона на 100 души. Броят на интернетпотребителите към 2010 година е 2 194 000 души, или 39,8% от населението.